# Ceroxyloideae
 Ceroxyloideae, biljna potporodica u porodici palmi(Arecaceae). Sastioji se od 3 tribusa 8 rodova.

## Opis
Potporodica Ceroxyloideae pokazuje neuobičajeno veliku količinu strukturne raznolikosti za kladus koji sadrži samo osam rodova raspoređenih među tri plemena. Poput svoje sestrinske skupine Arecoideae, Ceroxyloideae karakteriziraju duplikati perastih listova i relativno neupadljivi pricvjetni listići koji pokrivaju primarne grane cvata. I iz anatomske i iz morfološke perspektive, Ceroxyloideae su bez ikakvih jedinstvenih sinapomorfija. Međutim, analiza karaktera optimizira prisutnost adaksijalnih subepidermalnih vlakana kao sinapomorfije za potporodicu, s kasnijim gubitkom tih vlakana unutar Ceroxyleae.

## Tribusi i rodovi
1. Ceroxyleae Satake
  1. Ceroxylon Bonpl. ex DC.
  2. Juania Drude
  3. Oraniopsis J. Dransf., A.K. Irvine & N.W. Uhl
  4. Ravenea C.D. Bouche
2. Cyclospatheae O.F.Cook
  1. Pseudophoenix H. Wendl. ex Sarg.
3. Phytelephanteae Horan.
  1. Ammandra O.F. Cook
  2. Aphandra Barfod
  3. Phytelephas Ruiz & Pav.